# Manuel Pardo
Pour les articles homonymes, voir Pardo.
Manuel Pardo y Lavalle (né le 9 août 1834 à Lima, au Pérou et assassiné le 16 novembre 1878 dans la même ville) est un homme d'État péruvien. Il est un économiste et homme politique péruvien qui est maire de Lima de 1869 à 1870 et président du Pérou de 1872 à 1876, premier président civil constitutionnel de l'histoire républicaine péruvienne. Il est également président de la Chambre des sénateurs en 1878.
Fils de l'homme politique et écrivain Felipe Pardo y Aliaga et de Petronila de Lavalle y Cavero, il appartient à une famille liée à la classe dirigeante coloniale. Il fait ses études au Chili et en Europe, notamment à Barcelone et à Paris, et montre une préférence pour les études économiques. En 1864, le président Juan Antonio Pezet lui confie une mission en Europe pour gérer un emprunt. À son retour, il est nommé ministre des finances sous la dictature de Mariano Ignacio Prado en 1865. Directeur de la Société d'utilité publique de Lima en 1868, maire de Lima de 1869 à 1871, fondateur du Parti civil en 1871, avec lequel il se présente et remporte la présidence de la République en 1872.

## Biographie

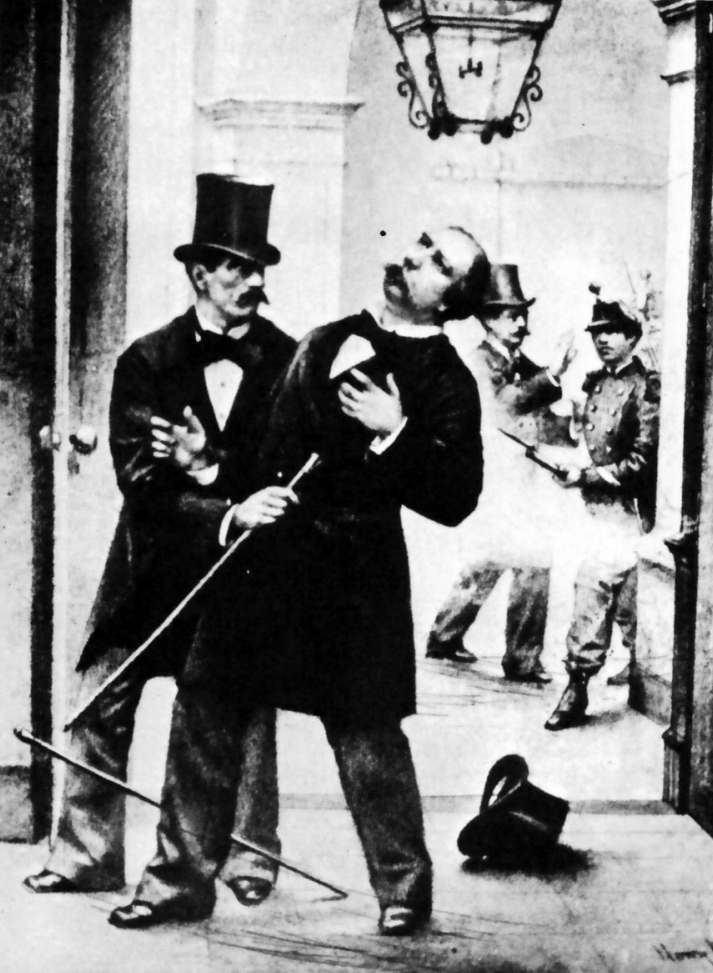
Assassinat de l'ancien président Manuel Pardo (1878).

Fils de Felipe Pardo y Aliaga et de Petronila de Lavalle y Cabero, Manuel Pardo est le père de José Pardo y Barreda et de Juan Pardo y Barreda.
À peine âgé d'un an, il se rend au Chili en 1835 avec son père, nommé ministre plénipotentiaire du gouvernement de Felipe Santiago Salaverry. Il retourne au Pérou avec sa famille en 1839, pour se rendre à nouveau au Chili, lorsque son père est à nouveau nommé ministre plénipotentiaire, cette fois en tant que représentant du premier gouvernement de Ramón Castilla, en 1846. Manuel commence ses études à la Escuela Comercial de Valparaíso, puis les poursuit à l'Institut National du Chili. De retour à Lima, il fait ses études secondaires au Colegio Nuestra Señora de Guadalupe (1848), le plus prestigieux du pays à l'époque, puis au Convictorio de San Carlos (1849), qui fait plus tard partie de l'Université de San Marcos,.
Il se rend en Espagne où il étudie la philosophie et les lettres à l'Université de Barcelone (1850), puis la littérature et l'économie politique au Collège de France (1852). Jusqu'alors porté vers les études humanistes, il s'intéresse à la rigueur et aux applications pratiques de l'économie. C'est un homme d'une grande culture littéraire, d'un jugement fin et lucide et de principes élevés selon certains.
Une fois au pouvoir, il constate un déficit aigu, auquel il tente de remédier par une augmentation prudente des impôts, la taxation du salpêtre et la révision des contrats de vente de guano. Il signe également le traité d'alliance défensive avec la Bolivie en 1873. Il met en œuvre d'importantes réformes de l'enseignement public et soutient la culture intellectuelle. Il prend la tête du gouvernement dans une période de crise financière profonde et entreprend une tâche ingrate mais patriotique.
À la fin de son mandat, il se rend au Chili, d'où il revient lorsqu'il est élu sénateur de Junín au Congrès de la République et qu'il est élevé à la présidence de sa chambre. Il est assassiné d'une balle dans le dos tirée par un sergent de l'armée, Melchor Montoya, alors qu'il entrait dans la salle du Sénat. Il n'avait que 44 ans. Son fils, José Pardo y Barreda, devint président du Pérou à deux reprises (1904-1908 et 1915-1919).